# Pulgon (Kirguistán)
Pulgon (en kirguís: Пульгон) es una aldea situada en el norte de la provincia de Batken. Es el centro administrativo del distrito de Kadamjay. Durante la era soviética era conocida como Frunzenskaya.
En 2009 tiene 2466 habitantes.
Se sitúa en la frontera con Uzbekistán y cerca de las localidades mineras de Kadamjay y Orozbekovo.